# Carex perdentata
Carex perdentata är en halvgräsart som beskrevs av Stanley D. Jones. Carex perdentata ingår i släktet starrar, och familjen halvgräs. Inga underarter finns listade i Catalogue of Life.